# Simplemente María (série télévisée, 2015)
Simplemente María (Simplement María) est une telenovela mexicaine diffusée en 2015-2016 sur Canal de las Estrellas.

## Synopsis
L'innocente provinciale María Flores quitte son petit village à la campagne pour aller à Mexico, à la recherche d'un meilleur avenir économique. Elle obtient un emploi de femme de ménage dans la maison d'une famille. Don Alejandro Rivapalacio Landa est un jeune étudiant en médecine, le fils d'un médecin important qui, lorsqu'il rencontre Maria, est frappé par sa beauté. Mais après que María soit tombée enceinte, il met fin à sa relation avec elle. Pour lui, elle n'était qu'un passe-temps.
De plus, sa famille n'accepterait jamais qu'il épouse une femme de classe inférieure à la sienne,
en particulier sa sœur aînée Vanessa Rivapalacio Landa qui est déterminée à amener son frère au mariage avec Karina. Karina est une femme obsédée par l'amour d'Don Alejandro et qui s'allie à Vanessa pour faire du mal à Maria.

## Distribution
- Claudia Álvarez – María Flores Ríos
- Ferdinando Valencia – Cristobal Núñez
- José Ron – Don Alejandro Rivapalacio
- Arleth Terán – “Doña Vanessa Rivapalacio
- Ana Martin – Felicitas Nuñez Vda. de Cervantes "Doña Feli"
- Michelle Ramaglia – Crispina Jaramillo "Pina"
- Francisco Rubio – Marco Arenti Serrano
- Carmen Becerra – Karina Pineda Noriega
- Claudia Troyo – Estela Lozano
- Beatriz Moreno - Hortensia
- Carlos Bonavides – Don Inocencio Buenrostro Falcón
- Norma Herrera – Carmina
- Hector Saez - Don Zacarías Sánchez Mena
- Miguel Martínez – Fabián Garza Treviño
- Daniela Basso – Yolanda Busto Mondragon
- Erik Diaz – Fausto Garza Treviño
- Mónica Sánchez-Navarro – Georgina Landa Mendizabal de Rivapalacio
- Zaide Silvia Gutiérrez - Zenaida Rios de Flores
- Silvia Manriquez – Marcela Arriaga
- Ricardo Barona - Luis
- Oscar Ferretti - Prof. Jiménez
- José Arévalo - Isauro Correa
- Benjamin Islas
- Fernando Robles - Don Juan Flores
- Humberto Elizondo – Adolfo Rivapalacio Balaguer
- Mariluz Bermudez - Diana Bazaine Aparicio
- Norma Lazareno - Olivia Aparicio Vda. de Bazaine
- Miranda Kay – Nayeli Cervantes Nuñez
- Shaula Satinka – Coral Moreno Sánchez
- Carlos Meza – Gustavo Cervantes Nuñez
- Tania Lizardo - Magdalena Flores Rios
- Evelyn Ximena - Magdalena Flores Rios (nina)
- Armando Said - Tomás Flores Rios (nino)
- Alexis Andre - Diego Flores Rios (nino)
- Claudia Ortega - Belén
- Vanessa Terkes (en) - Sonia Aspíllaga [1]

## Diffusion
- Canal de las Estrellas (2015)
- Canal de las Estrellas Amérique latine (2015)

## Autres versions
- Simplemente María (1967)
- Simplemente María (1969)
- Simplemente María (1970)
- Simplemente María (1972)
- Rosa de lejos (1980)
- Simplemente María (1989)

### Sources
- (es) Cet article est partiellement ou en totalité issu de l’article de Wikipédia en espagnol intitulé « Simplemente María (telenovela de 2015) » (voir la liste des auteurs).